# Karancsalja, Nógrád
Karancsalja  este un sat în districtul Salgótarján, județul Nógrád, Ungaria, având o populație de 1.485 de locuitori (2019). 

## Demografie
Componența etnică a satului Karancsalja
     Maghiari (96,02%)
     Romi (3,14%)
     Necunoscut (0,21%)
     Alții (0,63%)
Componența confesională a satului Karancsalja
     Romano-catolici (46,23%)
     Fără religie (20,54%)
     Reformați (1,82%)
     Atei (1,19%)
     Necunoscută (29,46%)
     Luterani (0,75%)
     Alte religii (2,07%)
Conform recensământului din 2011, satul Karancsalja avea 1.592 de locuitori. Din punct de vedere etnic, majoritatea locuitorilor (96,02%) erau maghiari, cu o minoritate de romi (3,14%). Apartenența etnică nu este cunoscută în cazul a 0,21% din locuitori. Nu există o religie majoritară, locuitorii fiind romano-catolici (46,23%), persoane fără religie (20,54%), reformați (1,82%) și atei (1,19%). Pentru 29,46% din locuitori nu este cunoscută apartenența confesională.